# Roboții și Imperiul
Roboții și Imperiul (engleză Robots and Empire) este un roman științifico-fantastic scris de Isaac Asimov în 1985. Romanul, împreună cu Marginea Fundației și Fundația și Pământul, realizează legătura între Seria Roboților, Seria Imperiul Galactic și Seria Fundația, dând naștere unei singure istorii viitoare.

## Povestea
Pământeanul Elijah Baley, eroul detectiv din cărțile anterioare, a murit cu două secole mai devreme. În aceste două sute de ani balanța forțelor din galaxie s-a schimbat dramatic. Parțial inspirați de aventurile în spațiu ale lui Baley, pământenii și-au depășit stagnarea și agorafobia și au pornit un nou val de colonizări ale planetelor îndepărtate din Calea Lactee, dincolo de Lumile Spațiene. Noii coloniști consideră Pământul ca fiind lumea lor natală și caută să se diferențieze de spațieni.
Gladia Delmarre este abordată de un urmaș al lui Elijah, Daneel Giskard (D.G.) Baley, care vrea să meargă pe a cincizecea lume spațiană, Solaria, pentru a dezlega misterul morții unor coloniști plecați acolo și pentru a revendica roboții rămași pe acea planetă care acum e pustie. Gladia îl urmează, alături de roboții ei pozitronici, R. Daneel Olivaw și R. Giskard Reventlov, care se află într-o confruntare dură cu roboticienii Kelden Amadiro și Vasilia Aliena - fiica înstrăinată a lui Fastolfe. În timp ce Fastolfe susținea expansiunea spațială a pământenilor, Amadiro și majoritatea spațienilor îi consideră pe aceștia barbari și vor să îi vadă distruși. Tentativele lui Amadiro au fost contracarate de-a lungul timpului de puterile telepatice ale lui R. Giskard și, în consecință, roboticianul și-a luat un ucenic crud și fără scrupule, Levular Mandamus, care pune la cale distrugerea Pământului cu ajutorul unei arme nucleare. Ei vor să accelereze procesele radioactive de sub scoarța Pământului, omorând populația și făcând planeta nelocuibilă.
Încetul cu încetul, R. Daneel și R. Giskard pun cap la cap piesele planului lui Amadiro. Animați de viziunea unei galaxii unite împărtășită de Fastolfe, ei trebuie să îl oprească pe robotician, dar sunt împiedicați de Prima lege a roboticii, care nu le permite să îl atace direct. Daneel formulează o Lege zero, despre care crede că le va permite să treacă de limitările Primei legi și cei doi roboți trebuie să găsească soluția printre ramificațiile legilor înainte de confruntarea finală cu Amadiro și Mandamus. În afară de asta, Giskard este nevoit să îi facă față și Vasiliei, care vrea să îl îndepărteze de Gladia și să îl ia din nou alături de ea. Pentru a rezolva această din urmă problemă, Giskard este nevoit să își folosească puterile telepatice.
Roboții îi găsesc pe Amadiro și Mandamus pe Pământ la centrala nucleară de la Three Mile Island, Pennsylvania. Spațienii recunosc planul pe care îl pun la cale, iar Giskard încearcă să își folosească puterile telepatice asupra lui Amadiro. Acțiunea lui deteriorează iremediabil creierul roboticianului, încălcând astfel Prima lege. Deși afectat de consecințele gestului său, Giskard caută în continuare soluții pentru rezolvarea crizei și decide că e mai bine pentru omenire să abandoneze Pământul, deoarece asta ar revigora acțiunea de colonizare a spațiului și ar duce-o la un nivel neatins anterior, până la formarea unui "Imperiu Galactic". În consecință, el îi permite lui Mandamus să își ducă planul la îndeplinire, apoi îi modifică memoria. Scara temporală a catastrofei este extinsă la 150 de ani, dar nu toată populația părăsește planeta (după cum se vede în Pulbere de stele).
Cu toate acestea, punerea în pericol a locuitorilor Pământului prin aprobarea planului lui Mandamus contravine Primei legi și, chiar dacă gestul este făcut în ipoteza unui viitor mai bun pentru omenire, Legea zero nu se dovedește suficientă pentru a-l salva pe Giskard de la deteriorarea creierului său pozitronic. Înainte de a-și înceta funcționarea, Giskard îi transferă lui Daneel abilitățile sale telepatice, făcându-l responsabil de asigurarea supraviețuirii omenirii.

### Capitolele
| 1. Urmașul 2. Strămoșul 3. Criza 4. Alt urmaș 5. Lumea părăsită 6. Echipajul 7. Supraveghetoarea 8. Lumea colonistului 9. Discursul | 10. După discurs 11. Bătrânul conducător 12. Planul și fiica 13. Robotul telepatic 14. Duelul 15. Lumea sfântă 16. Orașul 17. Asasinul 18. Legea zero 19. Singur |

## Unificarea seriilor
În Autobiografia sa, Asimov explică faptul că, datorită succesul comercial și în rândul criticii al romanului Roboții de pe Aurora, s-a hotărât să scrie Roboții și Imperiul cu intenția de a face din Daneel, "adevăratul erou al seriei", protagonistul romanului și că această carte se dorea o legătură între volumele istoriei sale viitoare. În legătură cu această a doua intenție, Lester del Rey și Judy-Lynn del Rey, vechii săi prieteni și editori de la Del Rey Books, au încercat să îl convingă să nu o pună în practică, considerând că fanii seriilor lui Asimov ar prefera ca universul Roboților să rămână separat de cel al Imperiului Galactic/Fundației. Pe de altă parte, editorii de la Doubleday Books l-au încurajat să facă ce simțea nevoia să facă, așa încât Asimov a continuat unirea seriilor.
Asimov a scris Roboții și Imperiul într-un stil non-linear (la fel ca în cazul romanelor Zeii înșiși și Nemesis). Amintirile personajelor importante alternează cu firul narativ din prezent. Povestea începe pe Aurora, planeta spațiană care adăpostește miezul conspirației lui Amadiro. Între timp, Gladia, Daneel și Giskard vizitează planetele Solaria și Lumea lui Baley la bordul unei nave spațiale, înainte de a ajunge pe Pământ, unde se desfășoară punctul culminant al romanului.
Spre deosebire de metodele romanelor polițiste folosite în celelalte cărți din Seria Roboților, în care Baley adună indicii ale unei crime comise anterior, în Roboții și Imperiul roboții descoperă o conspirație criminală împotriva Pământului, firele narative păstrând același ritm până la confruntarea finală cu Amadiro de pe Pământ.

## Traduceri în limba română
- 1997 - Roboții și Imperiul, Ed. Teora, Colecția SF nr. 19, traducere Georgeta Stancu și Milena Unciu Leanu, 376 pag., ISBN 973-601-345-6
- 1997 - Roboții și Imperiul (ediția a II-a), Ed. Teora, Colecția SF nr. 19, traducere Georgeta Stancu și Milena Unciu Leanu, 376 pag., ISBN 973-601-345-6
- 2000 - Roboții și Imperiul, Ed. Teora, Colecția SF nr. 19, traducere Georgeta Stancu și Milena Unciu Leanu, 368 pag., ISBN 973-601-345-6